# Yousef VII Ghanima
Yousef VII Ghanima (1881 - 1958) là một Thượng phụ của Giáo hội Công giáo nghi lễ Chaldean, trực thuộc Giáo hội Công giáo Rôma. Ông nguyên là Thượng phụ Tòa Thượng phụ Babylon của Giáo hội Công giáo nghi lễ Chaldean.

## Tiểu sử
Thượng phụ Ghanima sinh ngày 29 tháng 1 năm 1881 tại Mossul, Iraq. Sau quá trình tu học dài hạn tại các cơ sở chủng viện, ngày 15 tháng 5 năm 1904, ở tuổi 23, Phó tế Ghanima được truyền chức linh mục.
Ngày 28 tháng 2 năm 1925, linh mục Ghanima được chọn làm Giám mục Phụ tá Tòa Thượng phụ Babylon. Vị giám mục tân chức đã được tấn phong sau đó vào ngày 10 tháng 5 cùng năm, với phần nghi thức truyền chức được cử hành cách trọng thể bởi ba giáo sĩ là Yousef VI Emmanuel II Thomas, Thượng phụ Tòa Thượng phụ Babylon nghi lễ Chaldean, trong vai trò chủ phong. Hai vị khác là phụ phong, bao gồm Tổng giám mục Hormisdas Etienne Djibri, Tổng giám mục của Tổng giáo phận Kerkūk, nghi lễ Chaldean và Tổng giám mục Athanase Cyrille Georges Dallal từ Tổng giáo phận Baghdad, nghi lễ Syria. Sau khi được tấn phong được hơn nửa tháng, văn thư chấp thuận việc bổ nhiệm từ phía Giáo hội Công giáo Rôma mới được chuyển đến, phía Giáo hội Rôma còn bổ nhiệm vị tân giám mục danh hiệu giám mực Hiệu tòa Colybrassus.
Theo một nguồn tin khác cho rằng Giám mục Ghanima còn kiêm luôn chức danh Giám mục Phụ tá Mossul song song với nhiệm vụ tại Babylon, và giữ chức danh này đến năm 1938 thì chuyển làm Giám mục Phụ tá Tổng giáo phận Baghdad. Nguồn tin cũng cho rằng từ năm 1947 cho đến khi ông trở thành Thượng phụ Babylon, ông còn kiêm nhiệm chức danh Giám mục chính tòa Giáo phận Mossul.
Sau hơn hai mươi năm phục vụ trong sứ vụ giám mục, ngày 29 tháng 4 năm 1946, ông được thăng Tổng giám mục Hiệu tòa Martyropolis. Không lâu sau đó, ngày 17 tháng 9 năm 1947, cộng đồng giáo hội nghi lễ Chaldean nhóm họp, nhất trí thông qua việc tuyển chọn Tổng giám mục Ghanima làm Thượng phụ Tòa Thượng phụ Babylon, nghi lễ Chaldean. Phía Giáo hội Công giáo Rôma nhận tin báo và chuẩn y việc lựa chọn này sau đó vào ngày 21 tháng 6 năm 1948.
Ông qua đời ngày 8 tháng 7 năm 1958, với hơn mười năm với chức vụ Thượng phụ.